# Rosendale (Missouri)
Rosendale – miasto w Stanach Zjednoczonych, w stanie Missouri, w hrabstwie Andrew.